# Crassicollum musculare
Crassicollum, Crassicollidae
Famille
Genre
Espèce
Crassicollum musculare est une espèce de ver plat, unique représentant du genre Crassicollum et de la famille des Crassicollidae, est une espèce de vers plats marins de l'ordre des Rhabdocoela (infra-ordre des Eukalyptorhynchia  et sous-ordre des Kalyptorhynchia).
Elle a été découverte dans le Reid State Park dans le Maine aux États-Unis.

## Systématique
Les noms valides complets (avec auteur) de ces taxons sont :
- pour la famille :  Crassicollidae Dean, 1977[1],
- pour l'unique genre : Crassicollum Dean, 1977[1],
- pour l'unique espèce : Crassicollum musculare Dean, 1977[1].

### Publication originale
Harlan K. Dean, « Two new kalyptorhynchia (Turbellaria) from the coast of northern New England », USA Zoologica Scripta, vol. 6, 1977, p. 265-274